# Абдул Калам (остров)
Абдул Калам Остров (ория ଅବ୍ଦୁଲ କଲାମ ଦ୍ଵୀପପୁଞ୍ଜ, хинди अब्दुल कलाम द्वीप, англ. Abdul Kalam Island), ранее — Уилер Остров (ория ହୁଇଲର୍ ଦ୍ଵୀପପୁଞ୍ଜ, хинди व्हीलर द्वीप, англ. Wheeler Island) — необитаемый остров в Бенгальском заливе у побережья индийского штата Одиша, расположенный примерно в 150 км к востоку от административного центра штата — города Бхубанешвар.
На острове Абдул Калам расположен комплекс для испытаний ракет на интегрированном полигоне, служащий испытательной базой для большинства индийский ракет, таких как «Акаш», «Агни», «Astra», «БраМос», «Нирбхай», «Прахар», «Притхви» и «Шаурья».

## Этимология
Ранее остров Абдул Калам носил название «Уилер», данное ему в честь английского коменданта-лейтенанта Хью Уилера. Однако 4 сентября 2015 года острову Уилер было дано название «Абдул Калам» в честь покойного Президента Индии Абдула Калама.

## География
Остров Абдул Калам является одним из группы пяти островов, расположенных в Бенгальском заливе примерно в 10 километрах (6,2 милях) от восточного побережья Индии и примерно 70 километрах (43 милях) к югу от города Чандипур в округе Баласор штата Одиша. Остров имеет длину около 2 километров (1,2 миль) и площадь 360 акров (1,6 км2). Ближайший к Абдулу Каламу порт — Дхамра. Остров относится к округу Бхадрак.

## История
В начале 1980-х годов правительство Индии начало поиск подходящего места для строительства специального военного ракетного полигона и начало разрабатывать ракеты серии «Агни». Организация оборонных исследований и разработок построила временный объект рядом с Испытательным и экспериментальным центром в Чандипуре. В 1986 году правительство страны объявило о планах строительства Национального испытательного полигона в Балиапале в округе Баласор. Для этого правительству пришлось бы переселить 130 000 человек из 130 деревень в округе. 22 мая 1989 года на стартовом комплексе III в городе Чандипур впервые была испытана ракета «Агни-I». В 1995 году правительство отказалось от плана перенести испытательный полигон из Чандипура в Балиапал и вместо этого построило новый испытательный полигон на острове Абдул Калам, известный как «Launch Complex-IV».
В 1982 году Абдул Калам был назначен первым директором Интегрированного испытательного полигона. После успешного испытания ракеты «Притхви» в октябре 1993 года армия Индии запросила Организацию оборонных исследований и разработок провести подтверждающий тест на наземном полигоне для проверки кругового вероятного отклонения. Армия не была уверена в том, что ракета соответствовала заданной точности в 150 метров, и хотела, чтобы она была выпущена на суше, чтобы чётко видеть точку попадания. Организация оборонных исследований и разработок не смогла провести испытание на своём пустынном полигоне в Раджастхане из-за опасений по поводу безопасности и геополитических проблем и исключило Андаманские и Никобарские острова, потому что они были далеко от материка. Агентство решило найти необитаемый остров у восточного побережья Индии, чтобы решить проблему. ВМС Индии предоставили Организации оборонных исследований и разработок гидрографическую карту, на которой Абдул Калам заметил три небольших острова у побережья порта Дхамра, которые были отмечены на карте как «Лонг-Уилер», «Коконат-Уилер» и «Смолл-Уилер».
Калам отправил учёных В. К. Сарасвата и С. К. Салвана определить местонахождение островов. Команда наняла лодку в порте Дхамра за ₹250 долларов и, вооружившись компасом, отправилась на поиски островов. Однако они заблудились и не могли найти остров, пока не наткнулись на несколько рыболовецких судов. Рыбаки заявили, что они не слышали об острове Уилер, но указали дорогу к близлежащему острову, который они назвали «Чандрачуд». По их мнению, он мог быть островом Уилер. После того, как Сарасват и Салван достигли «острова Чандрачуд», они подтвердили, что он совпадает с островом Смолл-Уилер на карте и что он имеет соответствующие размеры для размещения ракетного испытательного комплекса. Команде пришлось остаться на ночь на острове, питаясь только бананами. В произведении «Воспламенённые умы: высвобождение власти в Индии» (2002) Калам писал: «к своему удивлению, они [Сарасват и Салван] обнаружили флаг Бангладеш, развевающийся на вершине дерева, поскольку остров, возможно, часто посещали рыбаки из соседней страны. Мои друзья быстро сняли флаг». Калам получил разрешение от тогдашнего министра обороны и премьер-министра Памулапарти Венкаты Нарасимхи Рао приобрести остров и написал письмо тогдашнему главному министру Одиши Биджу Патнаику с просьбой использовать острова.
Организация оборонных исследований и разработок получила указания на то, что существует несколько причин, по которым канцелярия главного министра не захочет отдавать в использование остров. Калам встретился с Патнаиком через десять дней после его запроса. По словам Калама, «когда мы добрались до его кабинета, перед ним лежало досье. Главный министр Биджу Патнаик джи сказал, Калам, я решил отдать тебе все пять островов бесплатно [Организация оборонных исследований и разработок], но я подпишу документ об одобрении только тогда, когда ты дашь мне обещание. Главный министр взял меня за руку и сказал: «У меня есть приглашение посетить Китай. Я приеду только тогда, когда вы пообещаете, что сделаете ракету, которая достигнет Китая». Я сказал, главный министр, сэр, определённо, мы будем работать над этим. Я немедленно проинформировал нашего министра обороны. Главный министр подписал файл, и я получил остров, особенно остров Смолл-Уилер». Правительство Одиши сдало остров в аренду Организации оборонных исследований и разработок на 99 лет. Абдул Калам называл остров Уилер своим «театром действий».
Первым испытанием ракеты, проведённым на острове Абдул Калам, было успешное испытание ракеты «Притхви» 30 ноября 1993 года. Все три начальника служб вооружённых сил Индии были свидетелями этого события. С. К. Салван заявил, что «весь остров был охвачен огнём после удара, который попал в яблочко». Точность испытания ракеты составила 27 метров, что было намного точнее, чем требуемые армией 150 метров. На месте первоначальной точки при испытании сейчас стоит гранитный мемориал «Притхви-Пойнт». Остров Уилер был необитаем, когда его передали Организации оборонных исследований и разработок. С момента строительства Интегрированного испытательного полигона въезд на остров Абдул Калам ограничен для широкой публики, и только персоналу Организации оборонных исследований и разработок и должностным лицам Министерства обороны Индии разрешено посещать остров. Некоторые журналисты также посетили остров. Большую часть года остров практически пуст и на нём работают только сотрудники службы безопасности, но во время ракетных испытаний на нём могут находиться тысячи учёных, техников и любой другой персонал.

## Биоразнообразие
Остров Абдул Калам расположен недалеко от морского заповедника «Гахирматха» — крупнейшего в мире лежбища находящегося под угрозой исчезновения вида черепах оливковая ридлея. Песчаные пляжи острова Абдул Калам являются излюбленным местом гнездования черепах. Чтобы защитить оливковых ридлей, все огни на острове приглушены или замаскированы во время сезона гнездования, а испытания ракет ограничены во время сезона гнездования и размножения черепах. В феврале-марте 2013 года Организация оборонных исследований и разработок заявила, что около 150 000 оливковых ридлей отложили яйца на острове и что количество черепах растёт.
В мае 2013 года всё большее беспокойство вызывало изменение топографии острова из-за эрозии песка. Поскольку остров формально представляет собой устьевой бар, морская вода часто вызывает смещение песка. Организация оборонных исследований и разработок обратилась за помощью к экспертам-геологам из Национального института океанологии для того, чтобы проконтролировать ситуацию.